# 폐자원 에너지화

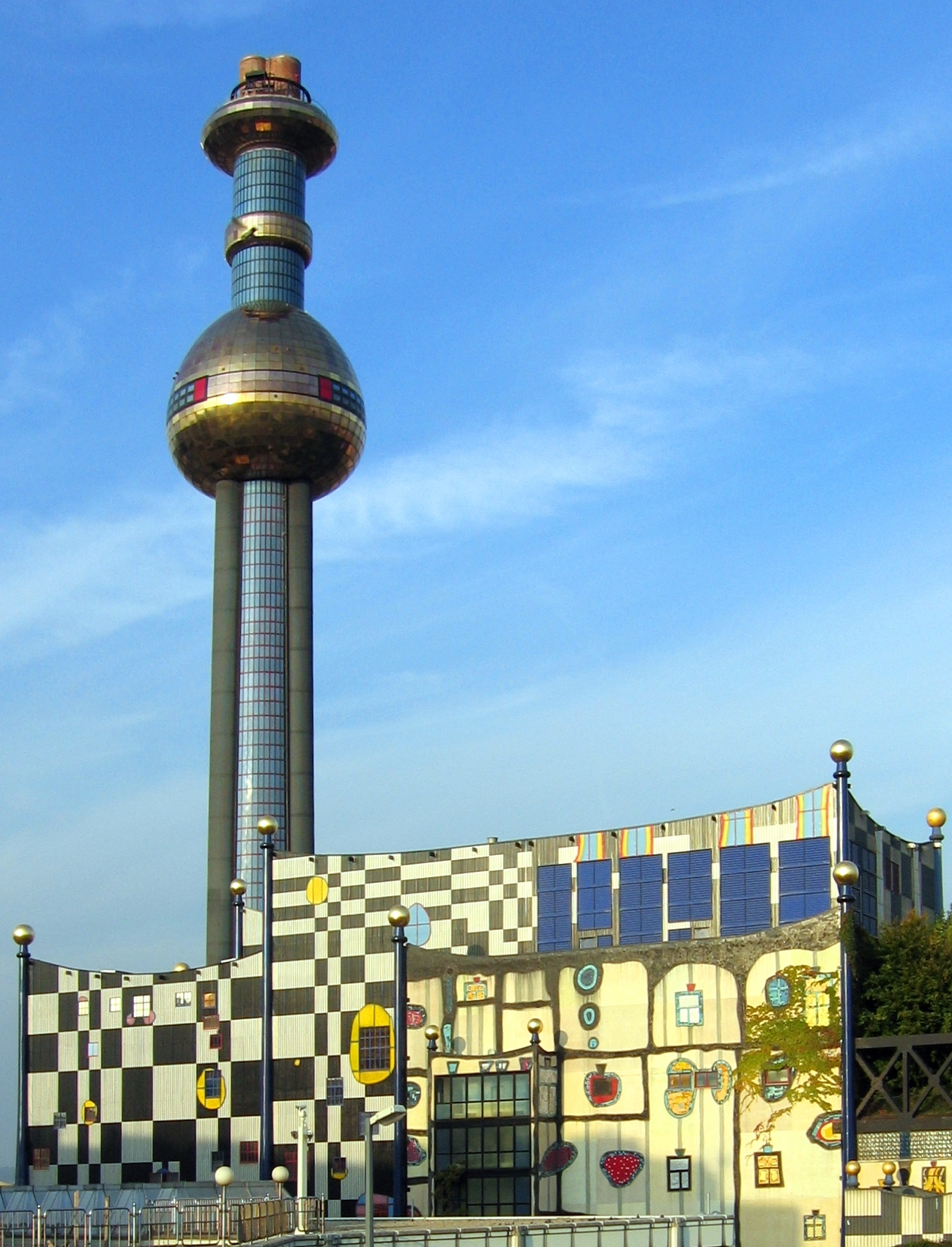
프리덴스라이히 훈데르트바서의 t소각장은 빈에서 열병합을 제공한다.

폐자원 에너지화, 폐기물을 에너지로(WtE, Waste-to-Energy, EfW, Energy from Waste)는 폐기물의 1차 처리 또는 폐기물을 연료원으로 처리하여 전기 및 열의 형태로 에너지를 생성하는 과정이다. WtE는 에너지 회수의 한 형태이다. 대부분의 WtE 공정은 연소를 통해 직접 전기 및 열을 생성하거나 메탄, 메탄올, 에탄올 또는 합성 연료와 같은 가연성 연료 상품(combustible fuel commodity)을 생성한다.

## 역사
최초의 소각로는 앨프리드 프라이어(Alfred Fryer)의 설계에 따라 맨러브, 앨리엇 앤드 코퍼레이션(Manlove, Alliott & Co. Ltd.)이 1874년 영국 노팅엄에 건설했다.
미국 최초의 소각장은 1885년 뉴욕 주 거버너스 아일랜드에 건설되었다.
덴마크 최초의 폐기물 소각로는 1903년 프레데릭스베르에 건설되었다.
체코 공화국 최초의 시설은 1905년 브르노에 건설되었다.

## 같이 보기
- 바이오가스
- 열병합
- 플라스틱 오염
- 폐기물 재생 연료